# اشنباخ
اشنباخ (به آلمانی: Echsenbach) یک منطقهٔ مسکونی در اتریش است که در ناحیه تسوتل واقع شده‌است. اشنباخ ۲۳٫۱۳ کیلومتر مربع مساحت دارد ۵۷۲ متر بالاتر از سطح دریا واقع شده‌است.